# Референдумы в Эквадоре (1995)
Референдумы в Эквадоре проходили 26 ноября 1995 года. Голосование включало 11 вопросов. Избирателей спрашивали, одобряют ли они децентрализацию органов социального обеспечения и здравоохранения, приватизацию системы социального обеспечения, выравнивание государственных расходов между провинциями, отмену права государственных служащих на забастовку, должен ли президент иметь право распускать Национальное собрание, должны ли местные советы иметь четырехлётний срок полномочий, должны ли президент и вице-президент Национального собрания исполнять обязанности только два года, предлагается ли, что восемь конституционных реформ, предложенные президентом Сиксто Дюран-Бальеном должны быть одобрены, определенные реформы судебной системы, законные права государственных служащих и создание Конституционного суда. Все одиннадцать предложений были отклонены.

## Предвыборная обстановка
В условиях политического кризиса, который привёл к попытке импичмента, а затем отставке и изгнанию вице-президента Альберто Дахика, 20 сентября 1995 года президент Дюран-Бальен призвал к референдуму с одиннадцатью вопросами к избирателям. Восемь из них были консультативными вопросами, рассмотренными в соответствии со статьей 79 Конституции, которая позволяла президенту предлагать избирателям вопросы «государственной важности», но результаты не были обязательными для Национальной ассамблеи [2].
Остальные три вопроса (о судебной реформе, создании Конституционного суда и юридических правах государственных служащих) рассматривались в соответствии со статьей 149 Конституции, которая позволяла президенту предлагать избирателям конституционные изменения после того, как Национальное собрание не одобрило их в рамках 90 дней (предложения были внесены в Ассамблею в 1994 году). Результаты этих трёх вопросов были обязательными к выполнению.

## Результаты
| Вопрос                                                            | За        | За    | Против    | Против | Недействительных/ пустых бюллетеней | Всего     | Зарегистрированных избирателей | Явка  |
| Вопрос                                                            | Голосов   | %     | Голосов   | %      | Недействительных/ пустых бюллетеней | Всего     | Зарегистрированных избирателей | Явка  |
| ----------------------------------------------------------------- | --------- | ----- | --------- | ------ | ----------------------------------- | --------- | ------------------------------ | ----- |
| Децентрализация органов социального обеспечения и здравоохранения | 1 322 174 | 44,53 | 1 647 031 | 55,47  | 888 385                             | 3 857 590 | 6 578 974                      | 58,64 |
| Приватизация системы социального обеспечения                      | 1 200 491 | 39,68 | 1 824 636 | 60,32  | 832 645                             | 3 857 772 | 6 578 974                      | 58,64 |
| Равное распределение государственных расходов между провинциями   | 1 338 275 | 44,94 | 1 639 455 | 56,06  | 879 251                             | 3 856 981 | 6 578 974                      | 58,63 |
| Запрет права государственных служащих на забастовку               | 1 184 321 | 39,69 | 1 799 785 | 60,31  | 872 328                             | 3 856 434 | 6 578 974                      | 58,62 |
| Право президента на роспуск Национального собрания                | 1 131 996 | 37,55 | 1 882 934 | 62,45  | 841 300                             | 3 856 230 | 6 578 974                      | 58,61 |
| Четырехлётний срок полномочий для местных советов                 | 1 214 455 | 39,95 | 1 825 840 | 60,05  | 818 175                             | 3 858 470 | 6 578 974                      | 58,65 |
| Двухфодичный срок для лидеров Национального собрания              | 1 307 079 | 43,17 | 1 720 461 | 56,83  | 831 898                             | 3 859 438 | 6 578 974                      | 58,66 |
| Конституционные реформы                                           | 1 310 928 | 43,57 | 1 698 087 | 56,43  | 848 538                             | 3 857 553 | 6 578 974                      | 58,63 |
| Судебные реформы                                                  | 1 186 018 | 40,18 | 1 765 610 | 59,82  | 908 259                             | 3 859 887 | 6 578 974                      | 58,67 |
| Юридические права государственных служащих                        | 1 342 446 | 43,94 | 1 712 452 | 56,06  | 802 502                             | 3 857 400 | 6 578 974                      | 58,63 |
| Создание Конституционного суда                                    | 1 176 319 | 39,77 | 1 781 355 | 60,23  | 900 934                             | 3 858 608 | 6 578 974                      | 58,65 |
| Источник: Direct Democracy                                        |           |       |           |        |                                     |           |                                |       |